# Paraxenes Eikones
Paraxenes Eikones är ett musikalbum av Anna Vissi utgivet 2004 och inspelat 2003.

## Låtlista

### Skiva 1
1. "Min Psahneis Tin Agapi"
2. "Eisai"
3. "Ego Moro Mou"
4. "Treno"
5. "Gyrna"
6. "Paraisthiseis"
7. "Sa Xlomo To Vlepo"
8. "Eho Pethanei Gia Sena"
9. "Erimi Poli"
10. "Xafnika"
11. "Velos"
12. "Paraxenes Eikones"

### Skiva 2
1. "Psyhedelia"
2. "Vaterlo"
3. "Me Mia Syggnomi"
4. "Fevgo"
5. "Antras Tis Zois Mou"
6. "Mov"
7. "Den Apofasisa Ego"
8. "Stirixou Epano Mou"
9. "Arketa"
10. "Ti Apomenei"
11. "Nea Filadelfia"
12. "Pos Ta Ferei Etsi I Zoi"
13. "Eisai (Prodigal Son Remix)"